# Ковалёвка (Акмолинская область)
Ковалёвка (каз. Ковалёвка) — упразднённое село в Бурабайском районе Акмолинской области Казахстана. Входило в состав Успеноюрьевского сельского округа. Ликвидировано в 2007 г.

## География
Село располагалось в южной части района, на расстоянии примерно 47 километров (по прямой) к юго-западу от административного центра района — города Щучинск, в 14 километрах к юго-востоку от административного центра сельского округа — села Успеноюрьевка.
Абсолютная высота — 379 метров над уровнем моря.
Ближайшие населённые пункты: село Новокиевка — на юге, село Клинцы — на севере.

## История
Постановлением акимата Акмолинской области от 11 июня 2007 года № А-6/203 и решением Акмолинского областного маслихата от 11 июня 2007 года № ЗС-27-14 «О внесении изменений в административно-территориальное устройство Акмолинской области по Щучинскому району» (зарегистрированное Департаментом юстиции Акмолинской области 11 июля 2007 года № 3228):
- село Ковалёвка было переведено в категорию иных поселений, и исключено из учётных данных;
- поселение упразднённого населённого пункта — вошло в состав села Успеноюрьевка.

## Население
В 1989 году население села составляло 126 человек (из них русские — 65 %).
В 1999 году население села составляло 9 человек (6 мужчин и 3 женщины).
| Численность населения | Численность населения |
| 1989                  | 1999                  |
| --------------------- | --------------------- |
| 126                   | ↘9                    |